# Едвард Кренкшо
Е́двард Кре́нкшо (англ. Edward Crankshaw, 3 січня 1909 — 30 листопада 1984) — британський письменник, автор, перекладач і редактор «Обсервера». Найбільш відомий своїми роботами з радянських справ і гестапо (таємна державна поліція) фашистської Німеччини, серед яких книги «Гестапо» і «Росія без Сталіна»..